# Amarante do Maranhão
Amarante do Maranhão este un oraș în unitatea federativă Maranhão, Brazilia.